# Guido d'Arezzo (cráter)
Guido d'Arezzo es un cráter de impacto de 58 km de diámetro del planeta Mercurio. Debe su nombre al músico teórico italiano Guido de Arezzo (c. 990-1050), y su nombre fue aprobado por la  Unión Astronómica Internacional en 1976.